# Přehvozdí
Přehvozdí (en allemand : Welisch) est une commune du district de Kolín, dans la région de Bohême-Centrale, en République tchèque. Sa population s'élevait à 297 habitants en 2020.

## Géographie
Přehvozdí se trouve à 5,5 km au sud-sud-ouest de Český Brod, à 26 km à l'ouest de Kolín et à 31 km à l'est-sud-est du centre de Prague.
La commune est limitée par Tuchoraz au nord-ouest et au nord, par Kostelec nad Černými lesy à l'est et au sud, par Kozojedy au sud et par Doubravčice à l'ouest.

## Histoire
La première mention écrite de la localité date de 1415.

## Transports
Par la route, Přehvozdí se trouve à 6 km de Český Brod, à 29 km de Kolín et à 48 km de Prague.